# Fivelandia 14
Fivelandia 14 è una raccolta di sigle di programmi per bambini in onda sulle reti Mediaset pubblicata nel 1996.
Questa è la prima raccolta dove nella copertina non sono presenti i pupazzi Uan e Four.

## Tracce
Testi di Alessandra Valeri Manera.
1. Sailor Moon e il mistero dei sogni – 3:29 (musica: Piero Cassano)
2. La fabbrica dei mostri – 3:01 (musica: Silvio Amato)
3. Un fiocco per sognare, un fiocco per cambiare – 3:49 (musica: Gianfranco Fasano)
4. Cucciolandia – 2:45 (musica: Silvio Amato)
5. Un oceano di avventure – 3:39 (musica: Gianfranco Fasano)
6. The Mask – 3:45 (musica: Piero Cassano, Max Longhi)
7. Magica, magica Emi – 3:15 (musica: Giordano Bruno Martelli)
8. Calimero – 5:11 (musica: Gianfranco Fasano)
9. I fantastici viaggi di Fiorellino – 3:13 (musica: Vincenzo Draghi)
10. Quattro tatuaggi per un super guerriero – 3:49 (musica: Vincenzo Draghi)
11. Puffa un po' di arcobaleno – 3:12 (musica: Silvio Amato)
12. Un regno magico per Sally – 3:54 (musica: Silvio Amato)
13. Action Man – 3:08 (musica: Valeriano Chiaravalle)
14. È un po' magia per Terry e Maggie – 3:32 (musica: Valeriano Chiaravalle)
15. Masked Rider: il cavaliere mascherato – 2:58 (musica: Valeriano Chiaravalle)
16. Pollicina – 2:58 (musica: Silvio Amato)

## Interpreti e cori
- Cristina D'Avena (tracce 1, 3, 4, 6, 7, 8, 9, 11, 12, 14, 16)
  - con la partecipazione di Lara Parmiani e Pietro Ubaldi (traccia 5)
- Marco Destro (tracce 2, 10, 13, 15)
- i Piccoli Cantori di Milano diretti da Laura Marcora

## Ristampa
La raccolta viene ristampata nello stesso anno, in entrambi i formati, con alcune differenze:
- Custodia di colore nero anziché giallo
- omissione in copertina della grafica indicazione del prezzo al pubblico
- non allegazione di alcun gadget omaggio
- codice di catalogo, serigrafia ed altri particolari grafici.